# 圣热龙
圣热龙（法語：Saint-Géron，法語發音：[sɛ̃ ʒeʁɔ̃]）是法国上卢瓦尔省的一个市镇，属于布里尤德区。

## 地理
圣热龙（45°20'30"N, 3°17'44"E）面积10.76 平方千米，位于法国奥弗涅-罗讷-阿尔卑斯大区上盧瓦爾省，该省份为法国中南部省份，北起多姆山省和卢瓦尔省，西接康塔爾省，南至洛泽尔省，东临阿尔代什省。
与圣热龙接壤的市镇（或旧市镇、城区）包括：博蒙、布尔农克勒-圣皮埃尔、阿拉尼翁河畔朗德、莱奥图万、洛尔朗日、圣博齐尔。

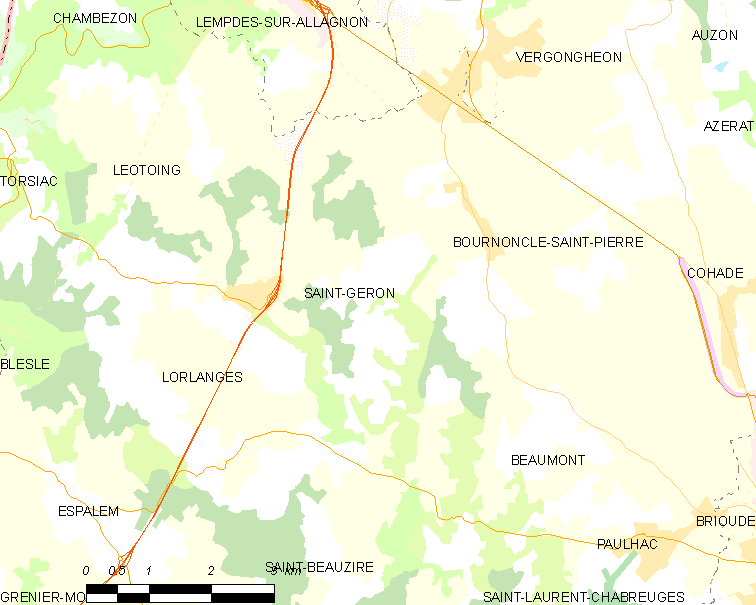
圣热龙的OSM定位图

圣热龙的时区为UTC+01:00、UTC+02:00（夏令时）。

## 行政
圣热龙的邮政编码为43360，INSEE市镇编码为43191。

## 政治
圣热龙所属的省级选区为布里尤德县。

## 人口

1962-2008年间圣热龙人口变化图示

圣热龙于2022年1月1日时的人口数量为244人。